# Савчук, Александр Владимирович
Алекса́ндр Влади́мирович Савчу́к (укр. Олександр Володимирович Савчук; 6 августа 1954 — 11 ноября 2012) — промышленник, Президент ПАО «Азовмаш», Президент баскетбольного клуба «Азовмаш» (Мариуполь), депутат Верховной Рады Украины от Партии регионов.

## Биография
Родился 6 августа 1954 года в Бесполье Сумской области в семье педагогов Савчука Владимира Максимовича и Шпигуновой Таисии Ивановны; впоследствии родители переехали из Белополья в Мариуполь. Отец — кандидат философских наук, доцент Ждановского металлургического института, мать — педагог, завуч ОШ № 54 (г. Мариуполь).
В 1971 году поступил, а в 1976-м закончил Ждановский металлургический институт по специальности «Оборудование и технология сварочного производства».
С 1976 по 1978 год работал инженером-конструктором Ждановского механического завода.
С 1979 по 1991 год состоял в рядах КПСС.
С 1980 по 1982 год служил в Советской Армии.
В 1978 — 1980 годах работал в комсомольских, а с 1982 по 1986 год — в партийных органах.
С 1986 года трудился в цехах производства общего машиностроения «ПО „Азовмаш“» — заместителем начальника цеха № 23, начальником цеха № 27.
В ноябре 1990 года назначен директором производства общего машиностроения объединения, а с октября 1991 года — директором государственной фирмы «Азовобщемаш».
В 1997 году в связи с акционированием фирмы стал Председателем правления — генеральным директором открытого акционерного общества «Азовобщемаш».
Скончался 11 ноября 2012 года.

### Политика
В 2006 год Александр Савчук вошёл в избирательный список «Партии регионов» на парламентских выборах и избран в Верховную Раду заместителем председателя комитета по транспорту и связи. В 2007-м году вновь избран в Верховную Раду по списку Партии регионов член комитета по транспорту и связи.

### Менеджмент
В «2000 году» у возглавил ОАО «Азовмаш», объединившее акционерные компании ОАО «Азов» (ОАО «МЗТМ»), «Азовобщемаш»; ГСКТИ, МТЗ, став его генеральным директором.
В 2006 году — Президент ОАО «Азовмаш» в связи с избранием в Верховную Раду. В 2007 году Александр Савчук основал компанию «Мариупольская инвестиционная группа» («МИГ») для консолидации всех принадлежащих ему активов в рамках единой финансово-промышленной группы. В последующем, Александр Савчук принял решение разделить управление основными (группа «Азовмаш») и перспективными (группа «МИГ») направлениями бизнеса. В 2010 году компания «МИГ» была трансформирована в Управляющую компанию (УК «МИГ»). В «2010 году» одновременно становится Президентом «Азовмашинвест Холдинга». «Азовмашинвест Холдинг» — один из «крупнейших машиностроительных комплексов предприятий Украины», известный на мировом рынке поставщик железнодорожных грузовых вагонов и платформ, автотопливозаправщиков, автоперевозчиков, металлургического, горнорудного и кранового оборудования и других видов продукции.
В «состав Группы» входят — ПАО «Азовмаш», ПАО «Азовобщемаш», ПАО «Мариупольский завод тяжелого машиностроения», ПАО «Мариупольский термический завод», ПАО «Головной специализированный конструкторско-технологический институт», ЧАО "Торговый Дом «Азовобщемаш», ООО «Головное специализированное конструкторское бюро вагоностроения им. В. М. Бубнова», ПАО «Полтавахиммаш», ЧАО «АзовЭлектроСталь».
После реструктуризации в «2011 году» ОАО «Азовмаш» становится ПАО «Азовмаш». ПАО «Азовмаш» объединяет свыше 15 тысяч человек. В числе основных направлений деятельности — вагоностроение, производство горно-рудного, кранового, металлургического оборудования, заправочной техники, бронетехники. Наряду с ПАО «Азовмаш» в компанию «Азовмашинвест холдинг» входят ОАО «Полтавахиммаш» (вагоны, химическое оборудование), ЧАО «АзовЭлектроСталь» (вагонное литье, отливки, сортовые заготовки, паковки).

### Благотворительность
В «2003 году» — инициатор создания благотворительного фонда поддержки малоимущих граждан Мариуполя, в 
2007 году — Мариупольского городского Благотворительного фонда «Азовмаш».
МГБФ «Азовмаш» в август 2007 г. — декабре 2008 г. оказал помощь на сумму 600 тыс. грн., в 2009 г. — 3,02 млн грн., 2010 г. — 9,55 млн, 2011 г. — 19,5 млн грн. Деньги выделены на строительство кафедрального собора, ветеранским организациям, детскому дому «Солнышко», школе-интернату № 2, Красному Кресту.

## Семья
- Отец: Владимир Максимович Савчук был педагогом, умер в 1997 году, инвалид Великой Отечественной войны
- Мать: Таисия Ивановна Шпигунова, пенсионер.
- Жена: Светлана Савельевна Савчук, родилась в 1954 году, пенсионер.
- Дочь: Таисия Александровна Савчук-Полищук, родилась в 1978 году, к.э.н.
- Внуки: Александр и Виктор.

## Звания и награды
- Полный кавалер «ордена „За заслуги“»[10] (1997, 2002, 2004).
- Заслуженный машиностроитель Украины (1997 год.).
- «почетный гражданин Мариуполя»[11] (2006 год.).
- Награждён орденами РПЦ и УПЦ (МП) «Святого князя Владимира» II степени и «Преподобного Сергия Радонежского» II степени.
- Награждён Золотой звездой «Общественное признание и величие» в номинации «За весомый вклад в развитие машиностроительного комплекса Украины» Международного академического рейтинга популярности и качества «Золотая Фортуна» (2002 г.), Орденом Равноапостольного князя Владимира".
- Лауреат премий «Человек года», «Золотой скиф», «Мариуполец года» и других.
- Доктор экономических наук, профессор, заведующий кафедрой экономической теории маркетинга и менеджмента Мариупольского государственного университета, член ученого совета Приазовского государственного технического университета.
- Автор трех монографий, 50 научных статей.